# Dick Tracy contre le gang
Pour les articles homonymes, voir Dick Tracy.
Pour plus de détails, voir Fiche technique et Distribution.

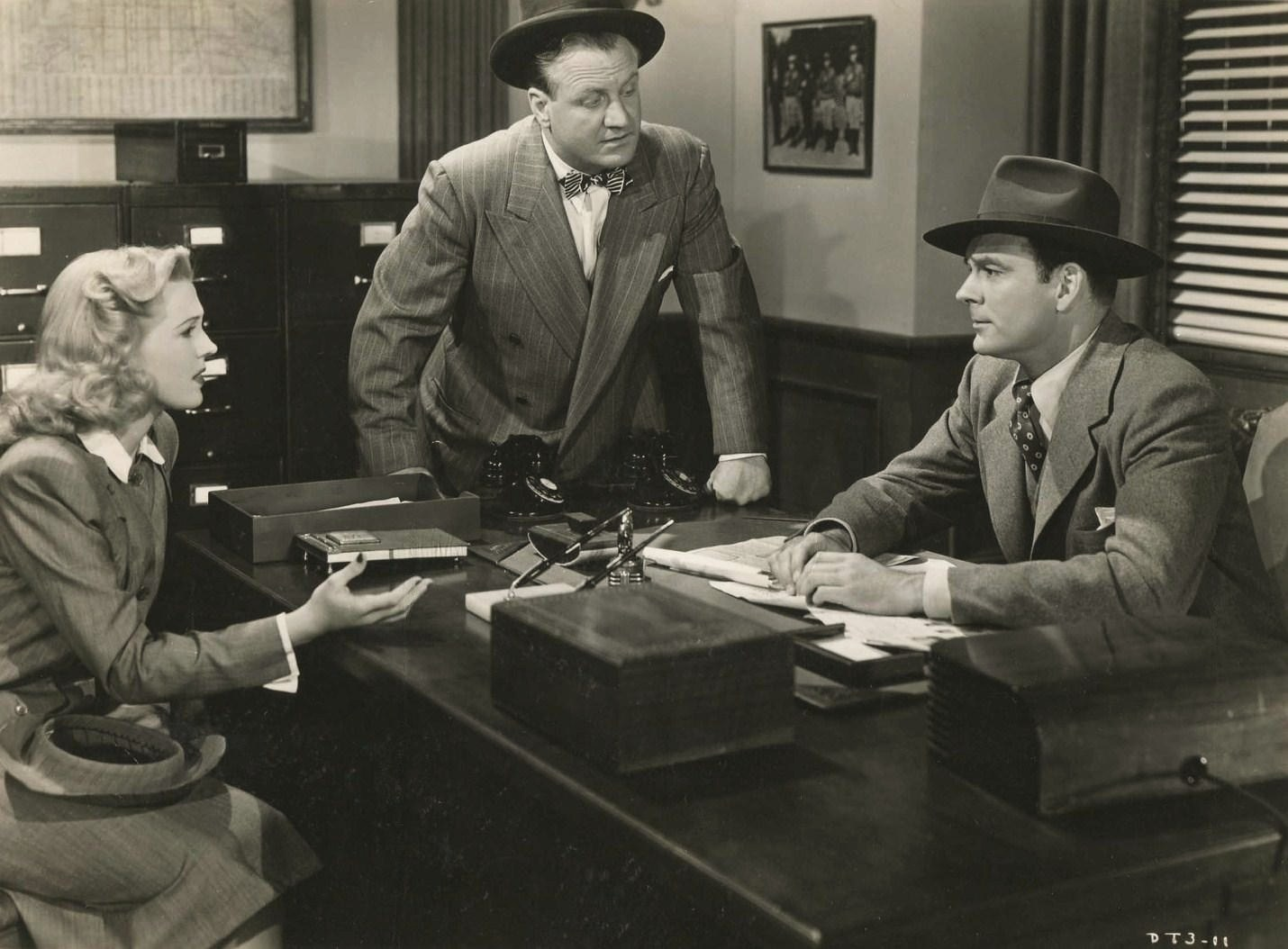
Anne Gwynne, Lyle Latell et Ralph Byrd (de g. à d.)

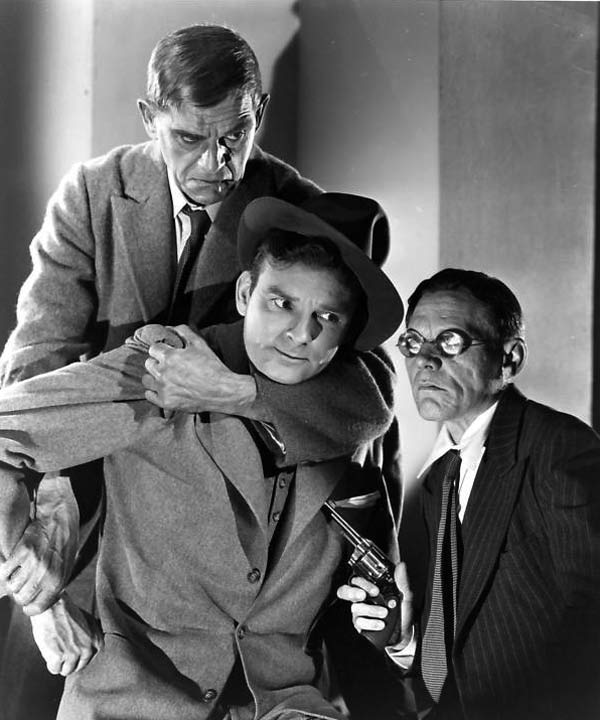
Boris Karloff, Ralph Byrd et Skelton Knaggs (de g. à d.)

Dick Tracy contre le gang (Dick Tracy Meets Gruesome) est un film américain réalisé par John Rawlins, sorti en 1947.

## Synopsis
Sitôt sorti de prison, le malfrat Gruesome dérobe la formule secrète d'un gaz neurotoxique, aidé par ses complices Melody Fiske et X-Ray. Il l'utilise lors d'un hold-up à la National Bank, mais Dick Tracy veille.

## Fiche technique
- Titre : Dick Tracy contre le gang
- Titre original : Dick Tracy Meets Gruesome
- Réalisation : John Rawlins
- Scénario : Robertson White et Eric Taylor, d'après une histoire de William H. Graffis et Robert E. Kent, basée sur le comic strip créé par Chester Gould
- Musique : Paul Sawtell
- Directeur de la photographie : Frank Redman
- Directeurs artistiques : Albert S. D'Agostino et Walter E. Keller
- Décors de plateau : James Altweis et Darrell Silvera
- Montage : Elmo Williams
- Producteur : Herman Schlom
- Société de production et de distribution : RKO Pictures
- Genre : Film policier
- Format : Noir et blanc
- Durée : 65 minutes
- Dates de sortie :
  - États-Unis : 26 septembre 1947
  - France : 4 mai 1949

## Distribution
- Boris Karloff : « Gruesome »
- Ralph Byrd : Dick Tracy
- Anne Gwynne : Tess Trueheart
- Edward Ashley : Dr L. E. Thal
- June Clayworth : Dr I. M. « Irma » Learned
- Lyle Latell : Pat Patton
- Tony Barrett : « Melody » Fiske
- Skelton Knaggs : « X-Ray »
- Jim Nolan : Dan Sterne
- Joseph Crehan : Le chef Brandon
- Milton Parsons : Dr A. Tomic

Et, parmi les acteurs non crédités :
- Lex Barker : Un chauffeur de l'hôpital
- Harry Harvey : Humphrey (garde de la National Bank)
- Sean McClory : L'officier Carney
- Jason Robards Sr. : M. Fax (cadre de la National Bank)

## Quadrilogie Dick Tracy
- Quatre films ont été produits sur le personnage par la RKO :

- 1945 : Dick Tracy
- 1946 : Dick Tracy contre Cueball
- 1947 : Dick Tracy contre le gang
- 1947 : Dick Tracy contre La Griffe